# Vîsoke, Pîreatîn
Vîsoke (în ucraineană Високе) este un sat în comuna Harkivți din raionul Pîreatîn, regiunea Poltava, Ucraina.

## Demografie
Componența lingvistică a localității Vîsoke
     Ucraineană (92,37%)
     Rusă (6,11%)
Conform recensământului din 2001, majoritatea populației localității Vîsoke era vorbitoare de ucraineană (92,37%), existând în minoritate și vorbitori de rusă (6,11%).